# Godfrey Bewicke-Copley (7e baron Cromwell)
Pour les articles homonymes, voir Copley.
Godfrey John  Bewicke-Copley, 7e baron Cromwell (né le 4 mars 1960) est un pair britannique.

## Biographie
Il fait ses études au Collège d'Eton et Selwyn College, Cambridge.
Avant la House of Lords Act 1999, qui supprime tous les pairs héréditaires sauf 92, il est un membre actif de la Chambre des Lords. Il perd son siège à cause de la loi.
Le 9 avril 2014, il est élu pour siéger à la Chambre des Lords comme pairs héréditaires par élection comme crossbencher.